# Rivierfonteinkruid
Rivierfonteinkruid (Potamogeton nodosus) is een overblijvende, ondergedoken waterplant die behoort tot de fonteinkruidfamilie (Potamogetonaceae). 
De soort staat op de Nederlandse Rode Lijst van planten als zeldzaam en matig afgenomen. De plant komt van nature voor in Midden- en Zuid-Europa, Zuidwest-Azië en Zuid-Azië en Noord- en Midden-Amerika. Het aantal chromosomen is 2n = 52.
De plant wordt 40-200 cm lang en heeft een sterk vertakte wortelstok. De 3,5-26 cm lange bladsteel is vaak langer dan de 3-11 cm lange en 15-45 mm brede bladschijf. De drijvende, lichtgroene bladeren zijn leerachtig, dun en iets doorschijnend met de grootste breedte ongeveer in het midden en versmallen aan de wigvormige tot ronde voet. Ze liggen in een waaier op het water. De onderkant van het blad heeft sterk uitspringende nerven. De ondergedoken, licht- tot donkergroene, opvallend netvormig geaderde, lijnvormig tot langwerpige, 9-20 cm lange en 10-35 mm brede bladeren hebben een spitse top. Ze hebben zeven tot vijftien hoofdnerven. De 4,5-12,5 cm lange steunblaadjes zijn lichtbruin.
De plant bloeit in juli en augustus met groene, 3 mm grote bloemen aan een 3-15 cm lange bloemstengel met een slanke, 2-7 cm lange aar. De aarstelen zijn even dik of meestal dikker dan de stengel en is naar boven enigszins verdikt. De bloemen hebben vier kroonbladen en vier meeldraden.

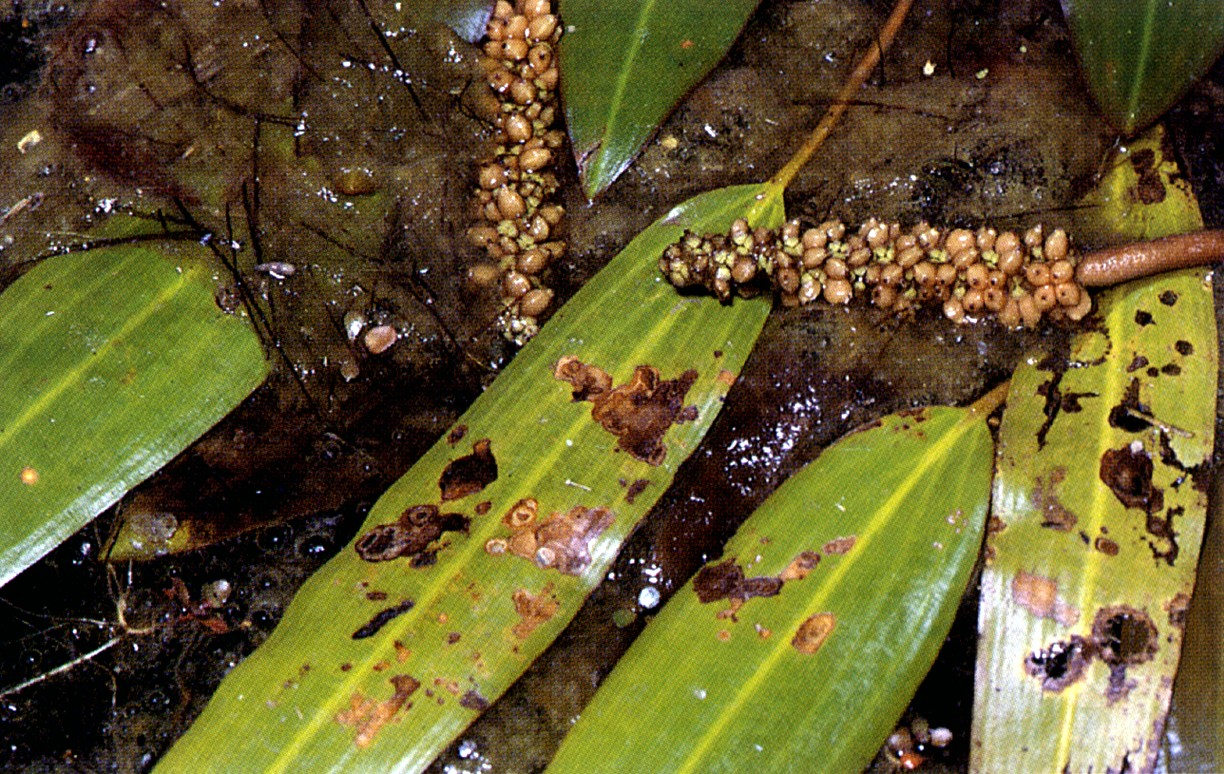
Aren

De rood tot roodbruine, eivormige vrucht is een 3-4 mm lange en 2,5-3 mm brede steenvrucht met een rechte snavel en aan de voet van de buikzijde met een scherpe kiel. De vrucht is geribd. Het kiempje is spiraalvormig.
De plant komt voor in zoet water, in rivieren, kanalen en in het Veluwemeer.